# Эриксон, Георг
Гео́рг Ви́льгельм «О́бю» Э́риксон (швед. Georg Vilhelm "Åby" Ericson; 18 декабря 1919, Норрчёпинг, Эстергётланд — 4 января 2002, Åby, Эстергётланд) — шведский футболист и футбольный тренер. Возглавлял национальную сборную Швеции на протяжении большей части 1970-х годов.

## Клубная карьера
Во взрослом футболе дебютировал в 1933 году выступлениями за команду «Обю», впоследствии также играл за клуб «Хеймер». В 1939 году стал игроком «Норрчёпинга», одной из сильнейших команд Швеции того времени, за которую он выступал до 1951 года. Большую часть своей карьеры он играл без задней крестообразной связки из-за травмы, полученной в 1940 году. В составе команды стал пятикратным чемпионом страны и двукратным обладателем кубка и в основном использовался как футболист запаса. В связи с недостаточной игровой практикой в 1946 году был близок к переходу в «Слейпнер», однако в итоге переход сорвался, из-за чего футболист появился на поле только в последнем туре чемпионата. Наиболее ярким для футболиста стал сезон 1947/1948, 
в котором он наконец сумел стать бесспорным игроком стартового состава и забил 8 голов. Однако в одном из последних туров этого сезона он получил травму, после восстановления от которой выходил на поле нечасто. В 1952 году вернулся в «Обю», в котором в следующем году и завершил свою карьеру футболиста.

## Тренерская карьера
Эриксон начал тренерскую карьеру в клубах «Обю» и «Катринехольмс». В 1956 году вернулся в «Норрчёпинг», став менеджером команды (швед. lagledare), и работал в этом статусе на протяжении десяти следующих лет. За это время клуб стал чемпионом Швеции ещё 5 раз: в сезонах 1955/1956, 1956/1957, 1960, 1962, 1963.
С 1969 по 1970 год работал ассистентом Урвара Бергмарка в национальной сборной Швеции. В 1971 году принял предложение возглавить сборную после ухода Бергмарка. Под руководством Эриксона сборная поделила первое место в группе отборочного турнира чемпионата мира по футболу 1974 года с Австрией и квалифицировалась на турнир благодаря победе со счётом 2:1 в дополнительном матче на нейтральном поле. На чемпионате мира скандинавы успешно преодолели первый групповой этап, заняв второе место в группе с Нидерландами (0:0), Болгарией (0:0) и Уругваем (3:0), однако завершили борьбу на стадии второго группового этапа, став пятой командой турнира и финишировав третьими в группе с ФРГ (2:4), Польшей (0:1) и Югославией (2:1). Также сборная квалифицировалась на чемпионат мира 1978 года, где сумела сыграть вничью со сборной Бразилии (1:1), однако уступила в обоих следующих матчах против Австрии и Испании со счётом 1:0 и покинула турнир. В 1979 году подал в отставку после того, как не сумел квалифицироваться на чемпионат Европы 1980 года, его преемником стал Ларс Арнессон.
Эриксон ушёл из жизни 4 января 2002 года на 83-м году жизни.

## Вне футбола
Эриксон также был хорошим пианистом и написал одну из самых популярных шведских песен 1974 года — «Vi är svenska fotbollsgrabbar».
Сын Георга, Хокан Эриксон, был тренером «Норрчёпинга» в 2002—2003 годах, а также привёл молодёжную сборную Швеции к первой в истории победе на чемпионате Европы в 2015 году.

## Достижения
Норрчёпинг
- Чемпион Швеции (5): 1942/1943, 1944/1945, 1945/1946, 1946/1947, 1947/1948
- Кубок Швеции (2): 1943, 1945